# Benediktbeuern
Benediktbeuern este o comună aflată în districtul Bad Tölz-Wolfratshausen, landul Bavaria, Germania.